# Praszka
Praszka is een stad in het Poolse woiwodschap Opole, gelegen in de powiat Oleski. De oppervlakte bedraagt 9,45 km², het inwonertal 8316 (2005).

## Verkeer en vervoer
- Station Praszka (gesloten)
- Station Praszka Zawisna (gesloten)